# Inside Pop: The Rock Revolution
Inside Pop: The Rock Revolution è un documentario del 1967 diretto da David Oppenheim, sulla scena musicale pop e rock anglosassone della seconda metà degli anni sessanta, considerata la "musica dei giovani" per antonomasia e vista come simbolo del gap generazionale dell'epoca. Presentato da Leonard Bernstein, il programma fu commissionato dalla CBS e venne trasmesso il 25 aprile 1967 negli Stati Uniti. Inside Pop è il primo esempio di programma televisivo generalista che presentò la musica pop come una genuina forma d'arte. Questo riconoscimento coincise con un nuovo apprezzamento, da parte di commentatori e studiosi culturali, dei progressi artistici che i Beatles e altri artisti contemporanei stavano portando avanti in campo musicale negli anni sessanta.

## Descrizione

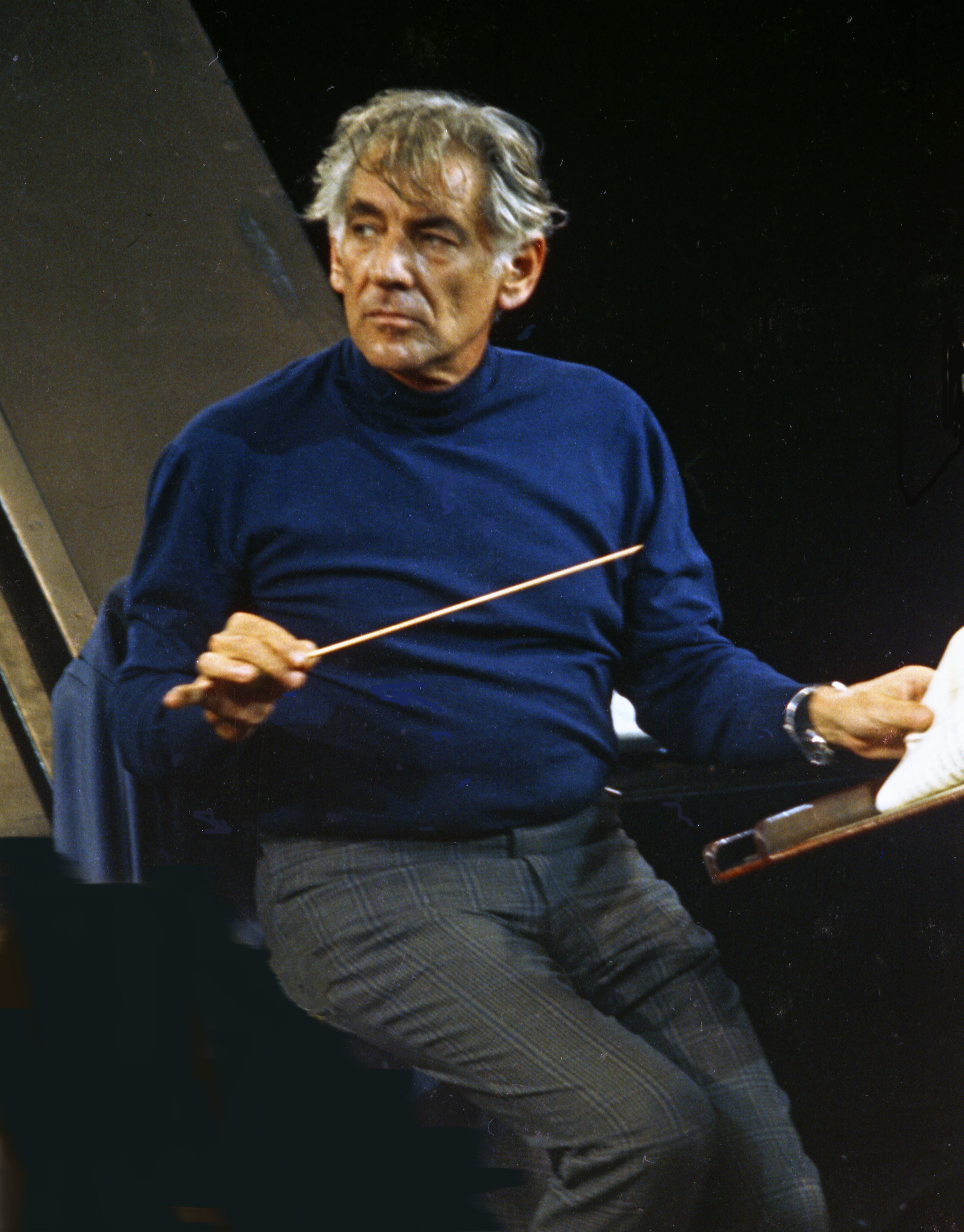
Il conduttore di Inside Pop, Leonard Bernstein

Bernstein, compositore classico e direttore d'orchestra della New York Philharmonic, fu tra i primi musicisti classici statunitensi a riconoscere pubblicamente la crescita artistica della nuova ondata di musicisti rock capeggiata dai Beatles. L'alta considerazione che Bernstein aveva presso il grande pubblico generalista conservatore e di mezz'età, gli permise di dare credito al messaggio incentrato sulla gioventù di questa nuova musica. Durante il documentario, egli si disse "affascinato dalla strana e avvincente scena della cosiddetta musica pop" e dichiarò che, sebbene la maggioranza della musica leggera si possa definire "spazzatura", il resto è "così eccitante e vitale... da attirare l'attenzione di tutta la gente pensante". Bernstein affermò inoltre che, anche se molti genitori potrebbero ritenere un bene bandire la musica pop contemporanea dal focolare domestico, "questa musica ha qualcosa di terribilmente importante da dire a noi adulti".

### Parte I
Inside Pop inizia con un'intervista tra Bernstein e il cantautore Tandyn Almer. Quindi Bernstein discute del contributo dei Beatles al cantautorato moderno, in termini di accordi e campi di tempo inusuali, riscontrati in loro composizioni come Good Day Sunshine e She Said She Said. Il conduttore ammira l'ampia gamma di atmosfere musicali evocate nel pop contemporaneo, citando come esempi Penny Lane, Eleanor Rigby e Love You To dei Beatles per, rispettivamente, i pregevoli assolo di tromba, orchestrazione degli archi e raga indiano; e Paint It, Black dei Rolling Stones per la sua atmosfera da "caffè arabo". Seduto al pianoforte, Bernstein mise a confronto alcuni brani dei Beatles con opere di Bach e Schumann; e lodò i testi scritti da Bob Dylan descritti come "una bomba in un libro di critica sociale". Bernstein dice che la poetica e la natura sottile della scrittura lirica pop contemporanea rappresentano "una delle armi più efficaci a disposizione degli adolescenti", perché: "protetti da questa armatura poetica, i nostri giovani parolieri possono dire qualsiasi cosa vogliano".
Per il finale della prima parte del programma, Bernstein invitò la giovane cantante folk Janis Ian ad eseguire il brano Society's Child (Baby I've Been Thinking), da lei composto sull'allora scottante questione dell'amore interrazziale. Data la sua tematica controversa, la canzone era stata bandita da numerose stazioni radiofoniche.

### Parte II
La seconda parte dello speciale include materiale girato da Oppenheim nel novembre 1966 relativo a disordini civili accaduti a Los Angeles. Vengono mostrati gruppi di giovani che manifestano contro la brutalità della polizia sul Sunset Strip. Presenti inoltre anche interviste a musicisti dell'area come Frank Zappa, Roger McGuinn dei Byrds, alcuni membri dei Canned Heat, The Unidentified Flying Objects, Gentle Soul, e al giornalista del Los Angeles Free Press Paul Robbins. Tutti gli intervistati espongono l'opinione che il potere della musica può contribuire ad attuare il cambiamento sociale nel mondo. Zappa mette in guardia lo spettatore nei confronti di una "rivoluzione imminente".
Una delle scene finali del programma mostra Brian Wilson dei Beach Boys, mentre esegue in solitaria al pianoforte la canzone Surf's Up da lui composta. Nel commento alla performance, la voce narrante afferma come la canzone sia troppo complessa per essere compresa a un primo ascolto, e attribuisce una qualità profonda ed elusiva alla composizione:
«C'è una nuova canzone, troppo complessa per essere capita al primo ascolto. Un brano così non poteva che scaturire dal fermento che caratterizza la scena musicale pop di oggi. Brian Wilson, leader dei famosi Beach Boys, ed oggi uno dei più importanti musicisti della nostra epoca, canterà la sua Surf's Up. Poetica, bellissima persino nella sua oscurità, Surf's Up è una delle tante cose nuove che accadono oggigiorno nella musica pop. Inoltre, è anche un simbolo dei cambiamenti che molti di questi giovani musicisti vedono nel loro futuro».